# Jonas Brothers: Living the Dream
Jonas Brothers: Living the Dream (conocido como 'Jonas Brothers: Viviendo el rock' en Disney Channel Latinoamérica y como 'Jonas Brothers: Viviendo el sueño' en Disney Channel España) es un reality show y una Disney Channel Original Series Cortas que sigue la vida de las estrellas de pop/rock estadounidenses, los Jonas Brothers, mientras van en su gira norteamericana, When you Look Me In The Eyes Tour. Incluye escenas de la banda ensayando, viajando, actuando, estudiando y su vida personal con amigos y familiares. La serie estrenó el 16 de mayo de 2008 en Estados Unidos.
En Disney Channel Latinoamérica Norte estrenó el 30 de junio de 2008, mientras que en Disney Channel Latinoamérica Sur estrenó el 14 de julio de 2008. La segunda temporada llamada "Jonas Brothers: Living The Dream 2: World Tour" se grabó en noviembre del 2009 durante la gira por Europa. Esta temporada da a los espectadores un acceso sin precedentes a la vida de Jonas Brothers tanto en el escenario y fuera de él.

## Elenco
Jonas Brothers (the best in the world).
- Kevin Jonas como él mismo (26).
- Joe Jonas como él mismo (25).
- Nicholas Jonas como él mismo (22).

Familia
- Frankie Jonas como él mismo.
- Denise Jonas (mamá) como ella misma.
- Kevin Jonas Sr. (papá) como él mismo.
- Jack Lawless como él mismo; baterista.
- Gregory Garbowsky como él mismo; bajo.
- John Taylor como él mismo; guitarra y producción musical.
- Ryan Leistman como él mismo; teclados.

Invitados especiales
- Brian Moss como él mismo; conductor de Joe.
- Demi Lovato como ella misma; invitada especial.
- Selena Gomez como ella misma; invitada especial.
- Chelsea Staub como ella misma; invitada especial.
- Corbin Bleu como él mismo; invitado especial.
- David Henrie como él mismo; invitado especial.
- Madison Pettis como ella misma; invitada especial.
- Alyson Stoner como ella misma; invitada especial.
- Meaghan Jette Martin como ella misma; invitada especial.
- Debby Ryan como ella misma: invitada especial.
- Roshon Fegan como él mismo; invitado especial.
- Maya Kibble como ella misma; amiga de la familia.
- Andrea Guasch como ella misma; apareció debido a los conciertos realizados por los Jonas Brothers en Madrid y Bilbao.

## Episodios
1 temporada
1 "To Do List"
2 "The Big Game"
3 "Downtime Jonas Style"
4 "Our Fans Rock"
5 "Driver ED"
6 "Our Mom And Dad"
7 "Hello Hollywood"
8 "Health Kick"
9 "We Are Family"
10 "School Rocks"
11 "Musical Scrapbook"
12 "Nothing Is Gonna Slow Me Down"
13 "Rockstars In Training"
14 "We Are The Boss"
15 "Dream On"
16 "Fashion rocks"
17 "It's cool to be different"